# Houston Comets 2006
La stagione 2006 delle Houston Comets fu la 10ª nella WNBA per la franchigia.
Le Houston Comets arrivarono terze nella Western Conference con un record di 18-16. Nei play-off persero la semifinale di conference con le Sacramento Monarchs (2-0).

## Roster
| N° | Naz.                   | Ruolo | Sportivo          | Anno | Alt. | Peso |
| -- | ---------------------- | ----- | ----------------- | ---- | ---- | ---- |
| 2  | Stati Uniti (bandiera) | C     | Michelle Snow     | 1980 | 196  | 76   |
| 4  | Stati Uniti (bandiera) | A     | Kayte Christensen | 1980 | 188  | 78   |
| 5  | Stati Uniti (bandiera) | G     | Dawn Staley       | 1970 | 168  | 61   |
| 7  | Stati Uniti (bandiera) | A     | Tina Thompson     | 1975 | 188  | 81   |
| 8  | Stati Uniti (bandiera) | A     | Mistie Bass       | 1983 | 191  | 93   |
| 12 | Senegal (bandiera)     | AC    | Astou Ndiaye      | 1973 | 191  | 83   |
| 15 | Stati Uniti (bandiera) | G     | Roneeka Hodges    | 1982 | 180  | 75   |
| 20 | Stati Uniti (bandiera) | G     | Tamecka Dixon     | 1975 | 175  | 67   |
| 21 | Spagna (bandiera)      | A     | Sancho Lyttle     | 1983 | 193  | 79   |
| 22 | Stati Uniti (bandiera) | A     | Sheryl Swoopes    | 1971 | 183  | 66   |
| 23 | Stati Uniti (bandiera) | GA    | Edwina Brown      | 1978 | 175  | 74   |
| 24 | Stati Uniti (bandiera) | AC    | Tari Phillips     | 1969 | 188  | 91   |
| 25 | Stati Uniti (bandiera) | G     | Dominique Canty   | 1977 | 175  | 73   |
| 55 | Grecia (bandiera)      | G     | Anastasia Kōstakī | 1978 | 170  | 62   |

## Staff tecnico
- Allenatore: Van Chancellor
- Vice-allenatori: Kevin Cook, Karleen Thompson